# جيمس دوفال
جيمس دوفال (بالإنجليزية: James Duval)‏ مواليد 10 سبتمبر 1972 في ديترويت، هو ممثل أمريكي بدأ مسيرته الفنية سنة 1993.

## الأعمال
- يوم الاستقلال (1996)
- رحل في ستين ثانية (2000) (بدور: فريد)
- دوني داركو (2001) (بدور: فرانك)

## روابط خارجية
- جيمس دوفال على موقع IMDb (الإنجليزية)
- جيمس دوفال على موقع ألو سيني (الفرنسية)
- جيمس دوفال على موقع أول موفي (الإنجليزية)
- جيمس دوفال على موقع قاعدة بيانات الأفلام السويدية (السويدية)
- جيمس دوفال على موقع إن إن دي بي (الإنجليزية)
- جيمس دوفال على موقع قاعدة بيانات الفيلم (الإنجليزية)
- جيمس دوفال على موقع كينوبويسك (الروسية)